# Jarčani
Jarčani falu Horvátországban Kapronca-Kőrös megyében. Közigazgatásilag Kőröshöz tartozik.

## Fekvése
Kőröstől 10 km-re északra a Glogovnica partján fekszik.

## Története
1890-ben 38, 1910-ben 142 lakosa volt. Trianonig Belovár-Kőrös vármegye Körösi járásához tartozott. 2001-ben 117 lakosa volt.

## Külső hivatkozások
- Körös város hivatalos oldala